# 見えない人間
『見えない人間』（みえないにんげん、英: Invisible Man, 1952年）は、アメリカ合衆国の作家ラルフ・エリソンの長編小説。原題はイギリスの作家H・G・ウェルズのSF小説『透明人間』（The Invisible Man, 1897年）と同じ。本作における「見えない人間」とは、アメリカ社会において黒人が置かれた立場の比喩である。
1930年代のニューヨークを舞台に、冷静・博識・理路整然・自己認識が出来ている一人の黒人少年が、当時のアメリカにおける過酷な人種差別の中で、主人公が自身のアイデンティティと社会での居場所を探す姿だけでなく、近親相姦といったタブーにも踏み込むこととなった。同作品は世界中で喝采を浴び、出版の翌年の1953年に全米図書賞を受賞することとなった。エリスンが執筆に7年間を費やして書き、1953年にランダムハウス社から出版された。
作中に、当時事務員としてエリソンを雇っていたハリー・スタック・サリヴァンをモデルにした医師が登場する。

## 日本語訳
- ラーフ・エリソン『見えない人間』橋本福夫訳、書肆パトリア、1958年。
- エリスン『見えない人間 1』橋本福夫訳、早川書房〈黒人文学全集 9〉、1961年。
  - エリスン『見えない人間 2』橋本福夫訳、早川書房〈黒人文学全集 10〉、1961年。
- ラルフ・エリスン『見えない人間 1』橋本福夫訳、早川書房〈ハヤカワ文庫〉、1974年。
  - ラルフ・エリスン『見えない人間 2』橋本福夫訳、早川書房〈ハヤカワ文庫〉、1974年。
- ラルフ・エリスン『見えない人間 1』松本昇訳、南雲堂フェニックス、2004年10月。ISBN 4-88896-335-5
  - ラルフ・エリスン『見えない人間 2』松本昇訳、南雲堂フェニックス、2004年10月。ISBN 4-88896-336-3

- ラルフ・エリスン『見えない人間 上』松本昇訳、白水社Uブックス、2020年11月。
  - ラルフ・エリスン『見えない人間 下』松本昇訳、白水社Uブックス、2020年11月。